# Amenemhat Sonbef
Sejemkara Amenemhat Sonbef, o Amenemhat Sonbef, fue un faraón de la dinastía XIII, que gobernó de c. 1784 a 1778 a. C..  
Su nombre, Sejemkara, está inscrito en un fragmento del Canon Real de Turín, en el registro VI, 6, y se indica que reinó seis años.

## Testimonios de su época
Su titulatura, mencionado su nombre de Horus, su nombre de Trono y su nombre de Nacimiento, se encontró inscrita en una estela descubierta en Atribis, en el delta del Nilo. 
También se descubrió en Elefantina una estatua con su efigie que lleva la siguiente inscripción: "El buen dios, señor de las Dos Tierras, maestro de ceremonias, el rey del Alta y Bajo Egipto Sejemkara, hijo de Ra Amenemhat, amado de Satis, Señora de Elefantina, que puede vivir eternamente". 
Los fragmentos de esta estatua se encontraron en dos épocas diferentes: la cabeza con una parte del busto, que se descubrió en Elefantina, en el siglo XIX, se conserva en el Kunsthistorisches Museum de Viena, mientras que la parte inferior, la mayor, con la inscripción previamente mencionada permitiendo su datación, en el siglo siguiente, xx, y se expone en el Museo de Asuán. 
Estos dos descubrimientos, geográficamente alejados, refrendan que reinaba del Norte al Sur del país y era reconocido como tal, iluminando nuestro conocimiento de este período, aún bastante confuso en la historia del antiguo Egipto, y confirma que si los reyes se sucedieron sin gran gloria aparente, las instituciones permanecieron estables y siguieron representando al poder existente.
Franke cuestiona la existencia del siguiente gobernante. Según su opinión Sejemkara Amenemhat Sonbef y Sejemkara Amenemhat, son la misma persona, reinando a mediados del siglo XVIII a. C.

## Titulatura
| Titulatura | Jeroglífico | Transliteración (transcripción) - traducción - (referencias) |

| G5 |

| G5 |

| V22 | F34 | N17 · N17 |

| V22 | F34 | N17 · N17 |

| V22 | F34 | N17 · N17 |

| V22 | F34 | N17 · N17 |

| G5 |

| G5 |

| V22 | F34 | N17 · N17 |

| V22 | F34 | N17 · N17 |

| V22 | F34 | N17 · N17 |

| V22 | F34 | N17 · N17 |

| N5 | Y8 | D28 | Z1 |

| N5 | Y8 | D28 | Z1 |

| N5 | Y8 | D28 | Z1 |

| N5 | Y8 | D28 | Z1 |

| N5 | Y8 | D28 | Z1 |

| N5 | Y8 | D28 | Z1 |

| N5 | Y8 | D28 | Z1 |

| N5 | Y8 | D28 | Z1 |

| N5 | Y8 | D28 | Z1 |

| N5 | Y8 | D28 | Z1 |

| N5 | Y8 | D28 | Z1 |

| N5 | Y8 | D28 | Z1 |

| N5 | Y8 | D28 | Z1 |

| N5 | Y8 | D28 | Z1 |

| N5 | Y8 | D28 | Z1 |

| N5 | Y8 | D28 | Z1 |

| M17 | Y5 · N35 | G17 | F4 · X1 | S29s · N35 | D58 · I9 |

| M17 | Y5 · N35 | G17 | F4 · X1 | S29s · N35 | D58 · I9 |

| M17 | Y5 · N35 | G17 | F4 · X1 | S29s · N35 | D58 · I9 |

| M17 | Y5 · N35 | G17 | F4 · X1 | S29s · N35 | D58 · I9 |

| M17 | Y5 · N35 | G17 | F4 · X1 | S29s · N35 | D58 · I9 |

| M17 | Y5 · N35 | G17 | F4 · X1 | S29s · N35 | D58 · I9 |

| M17 | Y5 · N35 | G17 | F4 · X1 | S29s · N35 | D58 · I9 |

| M17 | Y5 · N35 | G17 | F4 · X1 | S29s · N35 | D58 · I9 |

| M17 | Y5 · N35 | G17 | F4 · X1 | S29s · N35 | D58 · I9 |

| M17 | Y5 · N35 | G17 | F4 · X1 | S29s · N35 | D58 · I9 |

| M17 | Y5 · N35 | G17 | F4 · X1 | S29s · N35 | D58 · I9 |

| M17 | Y5 · N35 | G17 | F4 · X1 | S29s · N35 | D58 · I9 |

| M17 | Y5 · N35 | G17 | F4 · X1 | S29s · N35 | D58 · I9 |

| M17 | Y5 · N35 | G17 | F4 · X1 | S29s · N35 | D58 · I9 |

| M17 | Y5 · N35 | G17 | F4 · X1 | S29s · N35 | D58 · I9 |

| M17 | Y5 · N35 | G17 | F4 · X1 | S29s · N35 | D58 · I9 |

## Nota aclaratoria
Esta página trata de Amenemhat Sonbef
- La aparente simplicidad al denominar a los faraones con un solo nombre, más su número ordinal (por ejemplo: Amenemhat I), lleva a la paradoja de no saber de quien se trata, pues hubo varios Amenemhat y los historiadores, egiptólogos y arqueólogos no se ponen de acuerdo en algunas ocasiones. Esto ocurre con otros faraones, como varios Ptolomeo, Sebekhotep, Pepi, etc.

| Predecesor: Jutauyra | Faraón Dinastía XIII | Sucesor: Amenemhat V |

- Datos: Q15150319
- Multimedia: Amenemhat Sonbef / Q15150319